# William Stein
William Arthur Stein (Santa Bárbara, CA, 21 de Fevereiro de 1974) é um professor de matemática estadounidense. Trabalha na Universidade de Washington.
É conhecido como o principal desenvolvedor do programa de computador Sage. Trabalhou como activista do software científico de código aberto. Realiza uma investigação computacional sobre o problema de computação com formas modulares e sobre a Conjectura de Birch e Swinnerton-Dyer.